# Demòcrates Valencians
Demòcrates Valencians fou un partit polític valencià constituït el 18 de setembre de 2013 a la Ciutat de València, de caràcter centrista i valencianista. Tot i que no es va presentar formalment a cap elecció a les Corts Valencianes, arran de pactes amb forces locals independents, comptà amb diverses alcaldies i desenes de regidors a finals de la dècada del 2010.
El 2024, es va dissoldre, donant pas a un Centre d'Estudis anomenat Institut Valencià per l'Autogovern.

## Ideologia
Demòcrates Valencians, amb fundadors i impulsors provinents de diferents partits i ideologies s'autodefineix com a partit de centre i pren com a referent polític el Partit Nacionalista Basc, segons dirigents de Demòcrates Valencians, partit impulsor de polítiques econòmiques que desenvolupen el creixement econòmic i de polítiques socials que protegeixen els més desfavorits.
Juntament amb el desenvolupament econòmic i protecció social, el valencianisme és el tercer pilar sobre els que se sostenen les propostes dels centristes valencians: defensa de l'autogovern, la recuperació del dret civil valencià o la defensa de la llengua, cultura i tradicions valencianes entre d'altres.

## Història
El partit té el precedent en la formació Units per València, liderada per Carles Choví.
Demòcrates Valencians té l'origen en la Proposta per un Centre Democràtic Valencià, una crida política organitzada per un grup de persones de tradició valencianista el 15 de febrer de 2013 en l'hotel Vincci Lys de la ciutat de València. L'objectiu era iniciar un procés que creara "una nova formació política valencianista moderada, de centre, central i d'ampli espectre" que poguera competir amb el Partit Popular.
Durant els mesos següents a la presentació, se van iniciar contactes per a vincular gent diversa a la Gestora que hauria de constituir el partit nou. Finalment, el partit se registraria en setembre d'aquell any amb Ferran Gonzàlez com a secretari general. A partir d'aquell moment, se van succeir reunions dels equips d'implantació per a arribar a coalicions amb diferents partits locals en Alzira, Algemesí, Tavernes de la Valldigna o Xixona amb la finalitat de sumar forces per a les eleccions locals i autonòmiques del 2015. Amb tot, finalment el partit va decidir no presentar-se, quedant inactiu.
A finals d'octubre de 2016 va publicar un decàleg, on manifestava que "s'ha fet més urgent que mai articular la nostra alternativa", moment en què el partit es reactiva. D'ençà, han aconseguit que un diputat no adscrit a les Corts Valencianes, l'ex de Ciutadans David de Miguel, enregistre preguntes de la formació a la cambra. En 2018 anunciaren que les jugadores d'escacs Anna i Maria Muzitxuk jugarien a València gràcies al seu patrocini. en 2018 va arribar a un acord amb Renovació Democràtica Ciutadana, que s'hi va integrar.
Natxo Temiño va ser escollit secretari general de la formació al setembre de 2018. Després de la seua dimissió, va ser substituït per Albert Sarrió.
Demòcrates Valencians es va presentar a les eleccions europees de 2019 dins de la Coalició per una Europa Solidària, junt amb el Partit Nacionalista Basc (PNB), Coalició Canària (CC), Compromiso por Galicia (CG), Geroa Bai (GBai) i Proposta per les Illes (PI). El representant de Demòcrates Valencians a la llista va ser Lluís Bertomeu Torner, seguit de José Juan Otero Lozano, Josep Ignasi Gelabert i Eva Cueco.
Finalitzà la seua activitat l'octubre del 2024, anunciant que els seus integrants passarien a formar part de l'Institut Valencià per l'Autogovern, un Centre d'Estudis.